# Biełki
Biełki – wieś w Polsce położona w województwie podlaskim, w powiecie siemiatyckim, w gminie Milejczyce.

## Historia
Według Powszechnego Spisu Ludności przeprowadzonego w 1921 roku Biełki zamieszkiwane były przez 65 osób (33 kobiety i 32 mężczyzn) w 39 domach (20 domów pozostawało niezamieszkanych), wszyscy mieszkańcy wsi zadeklarowali wówczas białoruską przynależność narodową oraz wyznanie prawosławne.
W roku 1972 miejscowość została wyłączona z powiatu bielskiego i włączona do powiatu siemiatyckiego. W latach 1975–1998 należała do województwa białostockiego.

## Inne
W strukturze Cerkwi prawosławnej wieś podlega parafii w Sasinach, natomiast Kościoła rzymskokatolickiego parafii w Milejczycach.